# طومي بيركس
طومي بيركس هو فلاح وسياسي أمريكي، ولد في 22 مايو 1940 في كوكفل في الولايات المتحدة، وتوفي بنفس المكان في 19 أكتوبر 1998. نشط حزبياً في الحزب الديمقراطي. وقد انتخب عضو مجلس ولاية تينيسي ‏ (1978 – 19 أكتوبر 1998) وانتخب عضو مجلس نواب تينيسي ‏ (1978 – 19 أكتوبر 1998) وانتخب عضو مجلس ولاية تينيسي ‏ (1970 – 1978).